# Abbeville-Saint-Lucien

Abbeville-Saint-Lucien este o comună în departamentul Oise, Franța. În 1 ianuarie 2022 avea o populație de 510 de locuitori.